# Amt Michendorf
Das Amt Michendorf war ein 1992 gebildetes Amt in Brandenburg, in dem sich sechs Gemeinden im damaligen Kreis-Potsdam-Land (heute Landkreis Potsdam-Mittelmark, Brandenburg) zu einer Verwaltungsgemeinschaft zusammengeschlossen hatten. Amtssitz war in der Gemeinde Michendorf. Das Amt Michendorf wurde 2003 wieder aufgelöst. Es hatte zu Ende des Jahres 2002 10.535 Einwohner.

## Geschichte
Am 20. Mai 1992 erteilte der Minister des Innern seine Zustimmung zur Bildung des Amtes Michendorf, das mit der Veröffentlichung (i. e. der 15. Juni 1992) rechtswirksam  zustande kam. Zum Sitz der Amtsverwaltung wurde Michendorf gewählt. Es bestand aus sechs Gemeinden im damaligen Kreis Potsdam-Land:
1. Fresdorf
2. Langerwisch
3. Michendorf
4. Stücken
5. Wildenbruch
6. Wilhelmshorst

Das neugegründete Amt hatte Ende des Jahres 1992 7312 Einwohner.
Am 26. Oktober 2003 wurden die sechs amtsangehörigen Gemeinden durch das Vierte Gesetz zur landesweiten Gemeindegebietsreform betreffend die Landkreise Havelland, Potsdam-Mittelmark, Teltow-Fläming (4.GemGebRefGBbg) vom 24. März 2003 zur neuen amtsfreien (Groß-)Gemeinde Michendorf zusammenschlossen. Das Amt Michendorf wurde gleichzeitig aufgelöst. Die (Kern-)Gemeinde Michendorf erhob kommunale Verfassungsbeschwerde gegen ihre Eingliederung in die neue (Groß-)Gemeinde Michendorf, die 2005 vom Verfassungsgericht des Landes Brandenburg "teils verworfen, im übrigen zurückgewiesen wurde".

## Amtsdirektoren
Erster Amtsdirektor wurde Klaus-Peter Dahm, der 2000 von Cornelia Jung abgelöst wurde. Cornelia Jung wurde 2003 zur Bürgermeisterin der neuen Großgemeinde Michendorf gewählt.

## Belege
1. 1 2  Beitrag zur Statistik Landesbetrieb für Datenverarbeitung und Statistik Historisches Gemeindeverzeichnis des Landes Brandenburg 1875 bis 2005 19.11 Landkreis Potsdam-Mittelmark PDF
2. ↑  Bildung der Ämter Michendorf und Nuthe-Urstromtal. Bekanntmachung des Ministers des Innern vom 20. Mai 1992. Amtsblatt für Brandenburg - Gemeinsames Ministerialblatt für das Land Brandenburg, 3. Jahrgang, Nummer 38, 15. Juni 1992, S. 744.
3. ↑  Viertes Gesetz zur landesweiten Gemeindegebietsreform betreffend die Landkreise Havelland, Potsdam-Mittelmark, Teltow-Fläming (4.GemGebRefGBbg) vom 24. März 2003, Gesetz- und Verordnungsblatt für das Land Brandenburg, I (Gesetze), 2003, Nr. 05, S. 73
4. ↑  Kommunales Verfassungsbeschwerdeverfahren der Gemeinde Michendorf wegen Eingliederung der Gemeinde Michendorf (Amt Michendorf) in die neugebildete Gemeinde Michendorf, VerfGBbg, Beschluss vom 15. September 2005 – VfGBbg 113/03. Online auf www.verfassungsgericht.brandenburg.de.